# Граф Лаут
Граф Лаут (англ. Earl of Louth) — дворянский титул в системе пэрства Ирландии. Создавался дважды для представителей англо-ирландского рода Бермингемов.

## История титула
Титул графа Лаута создавался дважды в пэрстве Ирландии. Первый раз его получил в качестве награды англо-ирландский магнат Джон де Бермингем, командовавший армией, которая в 1318 году в битве при Фогхарте разбила вторгшуюся в Ирландию шотландскую армию Эдуарда Брюса, причём сам шотландский полководец погиб. В 1321—1323 годах Джон ещё и был юстициарием (королевским наместником) в Ирландии. Он был убит ирландцами 10 июня 1329 года, оставив только дочерей, поэтому его титул угас.
Второй раз титул был воссоздан в 1759 году для другого представителя рода Бермингемов — Томаса Бермингема, 25-го барона Атенри. Однако у него остались только дочери, поэтому титул графа Лаута угас. 

## Графы Лаут
Креация 1319 года
- 1319—1329: Джон де Бермингем (около 1290 — 10 июня 1329), граф Лаут с 1319 года, юстициарий Ирландии в 1321—1323 годах[1][3].

Креация 1749 года
- 1759—1799: Томас Бермингем[англ.] (16 ноября 1717 — 11 января 1799), член палаты общин парламента Великобритании в 1745—1750 годах, 25-й барон Атенри с 1750 года, 1-й граф Лаут с 1759 года[2]